# Håll tassarna borta från min dotter
Håll tassarna borta från min dotter är en amerikansk film från 1989 i regi av Stan Dragoti. 

## Rollista i urval
- Tony Danza - Doug Simpson
- Ami Dolenz - Katie Simpson
- Laura Mooney - Bonnie Simpson
- Catherine Hicks - Janet Pearson
- Wallace Shawn - Dr. Fishbinder
- Derek McGrath - Jeff Robbins
- Lance Wilson-White - Richard
- Dana Ashbrook - Joey
- Matthew Perry - Timothy
- Dick O'Neill - Chuck Pearson
- Dustin Diamond - pojke på stranden
- Oliver Muirhead - Nigel